# Roodstaarttapuit
De roodstaarttapuit (Oenanthe chrysopygia) is een zangvogel uit de familie Muscicapidae (vliegenvangers).

## Kenmerken
De vogel is 14,6 tot 16 cm lang. Deze tapuit lijkt sterk op de Koerdische tapuit (was vroeger ondersoort) en de roodstuittapuit. Het mannetje van de roodstaarttapuit heeft in de broedtijd een roestrode stuit en staart, met daaronder de zwarte omgekeerde T. Mannetje en vrouwtje verschillen in de broedtijd niet veel van verenkleed. De kleuren zijn bij het vrouwtje wat flets.

## Verspreiding en leefgebied
Deze soort komt voor in gebergtegebieden ten zuiden van de Kaukasus, het noorden van Iran, Afghanistan en Tadzjikistan. De vogel trekt in de winter naar het westen van India, Zuid-Pakistan en het gebied rond de Perzische Golf en het oosten van het Arabisch schiereiland. Het leefgebied bestaat uit stenige hellingen in spaarzaam begroeide berggebieden vaak op hoogten tussen 1200 tot 4000 m boven zeeniveau.

## Status
De grootte van de populatie is niet gekwantificeerd. De vogel is meestal schaars,maar kan plaatselijk algemeen voorkomen. Men veronderstelt dat de soort in aantal stabiel is. Om deze redenen staat de roodstaarttapuit als niet bedreigd op de Rode Lijst van de IUCN.